# Primera División de España 2004-05
La temporada 2004-05 de la Primera División de España de fútbol (74.ª edición) comenzó el 28 de agosto de 2004 y concluyó el 29 de mayo de 2005. 
El campeón fue el Fútbol Club Barcelona, que consiguió matemáticamente el título a falta de dos jornadas por disputar, rompiendo así una sequía de cinco temporadas sin ganar el título, y estableciendo además el récord de puntuación en la liga de 20 equipos hasta ese momento, con 84 puntos. El Villarreal y el Real Betis, que consiguieron su primera clasificación para la Liga de Campeones de la UEFA. También fue el debut del Getafe C.F. en Primera División, convirtiéndose en el cuarto equipo y primero no situado en la capital de España que representa a la Comunidad de Madrid en la máxima categoría.
El Levante, el Numancia y el Albacete descendieron a la Segunda División de España.

## Crónica

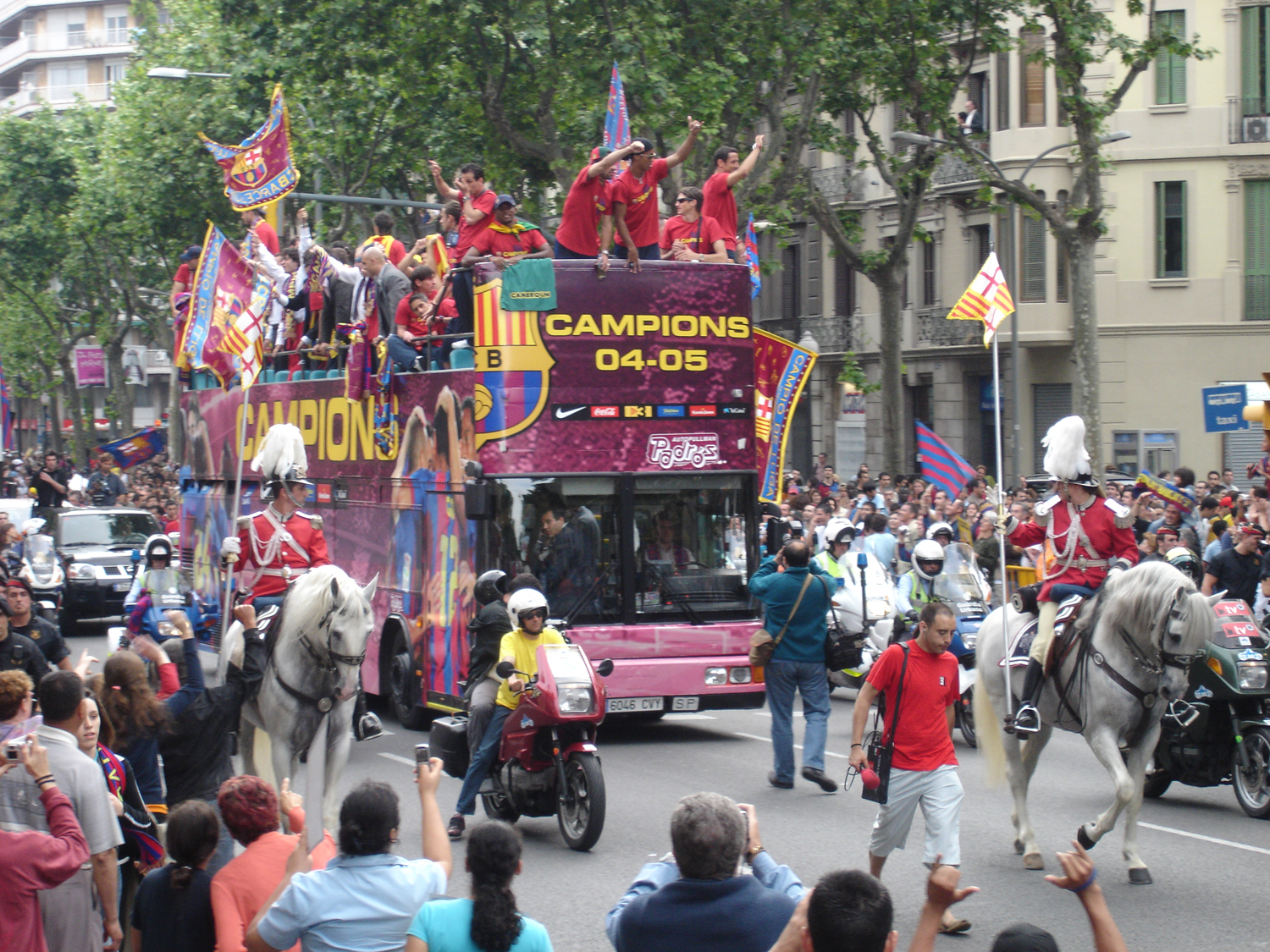
El F. C. Barcelona festejó por todo lo alto el título liguero, tras seis años de sequía.

### Campeonato
En 2004 había terminado una temporada en la que los dos grandes clubes de España, Real Madrid y Barcelona, no habían conseguido ningún título. Ambos clubes hicieron grandes esfuerzos económicos para volver a competir por la Liga. Los madridistas, tras refrendar a Florentino Pérez como presidente, contrataron al técnico murciano José Antonio Camacho, reforzaron su defensa con Walter Samuel y Jonathan Woodgate -que se pasó todo el año lesionado-, además de añadir un nuevo fichaje galáctico: el delantero inglés Michael Owen, Balón de Oro en 2001.
Por su parte, el Barcelona realizó una revolución en su plantilla para lograr un título después de cinco años de sequía. Dio de baja a ocho jugadores, entre ellos cinco holandeses, una nacionalidad que era seña de identidad del equipo en los siete años anteriores. Ficharon, entre otros, a Deco y Ludovic Giuly, las estrellas de los equipos que jugaron la final de la anterior Liga de Campeones (Porto y Mónaco, respectivamente), a dos campeones del mundo, Juliano Belletti y Edmílson, y al delantero camerunés del Mallorca, Samuel Eto'o, que había sido elegido mejor jugador africano del año.
El Valencia, vigente campeón de Liga y UEFA, sufrió la baja de su entrenador, Rafael Benítez, que se fue al Liverpool inglés. Con la llegada de Claudio Ranieri, el club se reforzó con muchos jugadores, entre ellos los italianos Marco Di Vaio y Stefano Fiore, estrellas del Calcio. Ganaron con solvencia (1-2) la Supercopa de Europa ante un desmantelado Oporto, pero sin embargo, perdieron sorprendentemente la Supercopa nacional contra el Zaragoza (0-1 en La Romareda y 1-3 en Mestalla).
El Deportivo de La Coruña, fijo en puestos de Champions en los últimos años, vivió el final de la mejor época de su historia. El marroquí Noureddine Naybet, fijo en la defensa, dejó el equipo, y posteriormente lo harían Mauro Silva y Fran, los dos símbolos de sus mejores años, al retirarse del fútbol.
A las tres jornadas de empezar el campeonato, Camacho dimitió de su cargo como entrenador del Real Madrid, tras dos derrotas ante el Bayer Leverkusen (en Champions) y el Espanyol. Alegó haber perdido el respaldo de la plantilla. Le reemplazó Mariano García Remón, que fue despedido durante el parón navideño tras perder en casa (0-1) ante el Sevilla, estando el Real Madrid en el quinto puesto. Para entonces, el Barcelona, convertido en una máquina de fútbol ofensivo -con Ronaldinho, Giuly y Eto'o en punta-, se había colocado líder en solitario, con 13 victorias -incluyendo un 3-0 a los madridistas en el Camp Nou- y una sola derrota. El Valencia solo aguantó el ritmo de los azulgranas durante las primeras jornadas de la Liga.
A la vuelta de las navidades, tras una derrota del Barcelona ante el Villarreal, el Real Madrid encontró la oportunidad de convertirse en el principal perseguidor de los azulgranas. Lo hizo en un partido de seis minutos, la reanudación de un duelo contra la Real Sociedad (1-1) que se suspendió por una amenaza terrorista. En esos seis minutos, el Real Madrid logró el gol de la victoria, con un penalti de Zidane. Debutó en el banquillo blanco el técnico brasileño Vanderlei Luxemburgo, que debuta en Europa tras conseguir grandes éxitos en su país natal.
Con el refuerzo invernal del danés Thomas Gravesen, el mediocentro que necesitaba el Real Madrid, los blancos lograron una racha positiva hasta situarse a seis puntos del Barcelona en abril, tras ganar el Clásico en el Bernabéu por 4-2. El Barcelona, eliminado de la Copa del Rey por la Gramenet de 2.ªB, y de la Champions League por el Chelsea de José Mourinho, se jugaba la temporada y el proyecto de Joan Laporta en la Liga.
Sin embargo, el Barcelona no volvió a fallar, y tras ganar un partido clave ante el Valencia en Mestalla (0-2), aseguró el título de Liga con un empate en el estadio del Levante UD (1-1) con un gol de Eto'o. Terminaba la sequía de títulos del Barcelona y se agravaba la del Real Madrid, que sumó su segundo año sin ganar trofeos. Los madridistas fueron eliminados de la Copa del Rey por el Real Valladolid, equipo de Segunda División, y de Europa por la Juventus.

### Plazas por Europa
Si bien la lucha por el título volvió a ser un cara a cara entre los dos grandes del fútbol español, la lucha por Europa estuvo muy disputada. Se clasificó para la Champions el Villarreal de Manuel Pellegrini, que debuta en España con una gran tercera posición. Esta fue la temporada de la explosión de Juan Román Riquelme y Diego Forlán, jugadores descartados por el Barcelona y el Manchester United respectivamente, que anotaron 41 goles entre ambos. El otro gran triunfador fue el Real Betis Balompié, entrenado por Lorenzo Serra Ferrer. Con los goles de los delanteros brasileños Ricardo Oliveira y Edu, beneficiados de los pases de Joaquín, líder en asistencias de la Liga, los verdiblancos lograron un histórico cuarto puesto y la entrada en Champions, además de rematar la temporada con el título de Copa del Rey ganado ante Osasuna en la final por 2-1.
El Espanyol quedó quinto clasificado. Los pericos se mantuvieron en la zona alta de la tabla con los goles de Raúl Tamudo y la seguridad defensiva de Albert Lopo y Carlos Kameni. La sexta plaza fue para el Sevilla. Con un equipo muy competitivo, en el que empezaron a despuntar dos jóvenes estrellas como Jesús Navas y Sergio Ramos, los nervionenses lucharon por entrar en Champions durante toda la temporada, pero una derrota en casa ante el Málaga en la última jornada (0-2) les dejó sin el mayor premio. El brasileño Júlio Baptista se mantuvo en cifras espectaculares, con 18 goles.
Dos ilustres de los últimos años, Valencia y Deportivo, fracasaron no sólo en Europa, donde fueron eliminados en la primera ronda de la Champions, también en Liga donde se tuvieron que conformar con disputar la Copa Intertoto para buscar la clasificación a la Copa de la UEFA, si bien fracasaron en este objetivo, cayendo en la final del título veraniego contra Hamburgo y Olympique de Marsella, respectivamente. Los campeones de la anterior Liga no rindieron al mismo nivel que con Rafa Benítez y tras una mala recta final tuvieron que conformarse con la séptima plaza. Las lesiones, especialmente la de Vicente, el crack de la Liga anterior, lastraron a los chés. El fracaso fue aún más amargo si cabe, pues Benítez ganó la Champions League con el Liverpool. Los gallegos se despidieron de sus iconos de sus mejores años, Fran, Mauro Silva y Javier Irureta, sin lograr el pase para Europa. La última plaza de la Copa Intertoto fue para el Athletic Club, en una temporada muy irregular que le dejó fuera de puestos europeos pero conformándose con el premio menor de la Intertoto, dónde buscaría la clasificación para la Copa de la UEFA pero cayendo a las primeras de cambio contra el Cluj rumano.

### Descenso
Numancia y Albacete (este último con una segunda vuelta terrible donde solo lograron 8 puntos) ocuparon los últimos puestos de la tabla desde el inicio de la temporada, sin visos de recuperación. Parecía que el Mallorca iba a ser el tercer descendido, pero el hundimiento del Levante -que llegó a estar en puestos de Champions- en el tramo final de la temporada, salvó a los baleares del descenso.

## Sistema de competición
La Primera División de 2004/05 fue organizada por la LFP. Como en temporadas anteriores, constó de un grupo único integrado por veinte clubes de toda la geografía española. Siguiendo un sistema de liga, los veinte equipos se enfrentaron todos contra todos en dos ocasiones -una en campo propio y otra en campo contrario- sumando un total de 38 jornadas. El orden de los encuentros se decidió por sorteo antes de empezar la competición.
La clasificación final se estableció con arreglo a los puntos obtenidos en cada enfrentamiento, a razón de tres por partido ganado, uno por empatado y ninguno en caso de derrota. En caso de empate a puntos entre dos equipos al término del campeonato, el reglamento establecía los siguientes mecanismos de desempate:
1. La mayor diferencia entre goles a favor y en contra en los enfrentamientos entre ambos.
2. La diferencia de goles a favor y en contra en todos los encuentros del campeonato.

En el caso de empate a puntos entre más de dos clubes, los sucesivos mecanismos de desempate establecidos por el reglamento fueron los siguientes: 
1. La mejor puntuación de la que a cada uno corresponda a tenor de los resultados de los partidos jugados entre sí por los clubes implicados.
2. La mayor diferencia de goles a favor y en contra, considerando únicamente los partidos jugados entre sí por los clubes implicados.
3. La mayor diferencia de goles a favor y en contra teniendo en cuenta todos los encuentros del campeonato.
4. El mayor número de goles a favor teniendo en cuenta todos los encuentros del campeonato.
5. El club mejor clasificado con arreglo a los baremos de fair play.

### Efectos de la clasificación
El equipo que más puntos sumó al final del campeonato fue proclamado campeón de liga. Junto con el subcampeón, obtuvo la clasificación automática para participar en la siguiente edición de la Liga de Campeones de la UEFA, accediendo directamente a la fase de grupos. 
El tercero y el cuarto obtuvieron también la clasificación para la Liga de Campeones de la UEFA 2005-06, pero entrando en competición en la fase preliminar; en la tercera ronda. 
El quinto y el sexto se clasificaron para la Copa de la UEFA 2005-06.
El séptimo, octavo y noveno se clasificaron para la Copa Intertoto de la UEFA 2005. El séptimo y octavo lo hicieron vía liga y el noveno por invitación del organismo UEFA, siendo esta temporada la única en la que tres equipos de la liga española disputan dicha competición veraniega.
Los tres últimos clasificados al término del campeonato fueron descendidos a la Segunda División, de la que ascendieron, recíprocamente los tres primeros clasificados, para reemplazar a los equipos relegados.

### Inscripción de futbolistas
Los clubes pudieron alinear a los futbolistas que previamente fueron inscritos, disponiendo de un máximo de 25 fichas federativas. De estas, solo tres podían corresponder a futbolistas extranjeros no comunitarios. En los partidos, estos tres "extracomunitarios" podían alinearse simultáneamente.
Hubo dos períodos abiertos para la inscripción de futbolistas: el primero, antes de iniciarse la competición (meses de julio y agosto) y el segundo a mitad de temporada (durante el mes de enero). Fuera de estos períodos solo se autorizaron inscripciones, de forma excepcional, cuando un jugador hubiese de causar baja por una lesión grave.
Al margen de los 25 futbolistas profesionales inscritos, los clubes pudieron alinear a los jugadores de su filial y categorías inferiores.

### Justicia deportiva
Las cuestiones de justicia deportiva fueron competencia de la Real Federación Española de Fútbol a través de sus Comités de Disciplina Deportiva: Comité de Competición, Jueces de Competición y Comité de Apelación. El Comité de Competición dictaminó semanalmente las sanciones a los futbolistas. Los jugadores fueron sancionados con un partido de suspensión en caso de acumular cinco amonestaciones a lo largo del campeonato. Igualmente, fueron suspendidos aquellos futbolistas expulsados durante un encuentro.

## Equipos participantes y estadios

### Ascensos y descensos
| Pos. | Descendidos a 2.ª División |
| ---- | -------------------------- |
| 18.º | Real Valladolid C. F.      |
| 19.º | R. C. Celta de Vigo        |
| 20.º | Real Murcia C. F.          |

| Pos. | Ascendidos de 2.ª División |
| ---- | -------------------------- |
| 1.º  | Levante U. D.              |
| 2.º  | Getafe C. F.               |
| 3.º  | C. D. Numancia de Soria    |

Tomaron parte en la competición veinte equipos, incluyendo un debutante en la categoría, el Getafe Club de Fútbol.
| Equipo                           | Ciudad            | Estadio                |
| -------------------------------- | ----------------- | ---------------------- |
| Albacete Balompié                | Albacete          | Carlos Belmonte        |
| Athletic Club                    | Bilbao            | San Mamés              |
| Club Atlético de Madrid          | Madrid            | Vicente Calderón       |
| Fútbol Club Barcelona            | Barcelona         | Camp Nou               |
| Real Betis Balompié              | Sevilla           | Ruiz de Lopera         |
| Real Club Deportivo de La Coruña | La Coruña         | Riazor                 |
| Real Club Deportivo Espanyol     | Barcelona         | Olímpic Lluís Companys |
| Getafe Club de Fútbol            | Getafe            | Coliseum               |
| Levante Unión Deportiva          | Valencia          | Ciudad de Valencia     |
| Málaga Club de Fútbol            | Málaga            | La Rosaleda            |
| Real Club Deportivo Mallorca     | Palma de Mallorca | Son Moix               |
| Club Deportivo Numancia          | Soria             | Nuevo Los Pajaritos    |
| Club Atlético Osasuna            | Pamplona          | El Sadar               |
| Real Racing Club de Santander    | Santander         | El Sardinero           |
| Real Madrid Club de Fútbol       | Madrid            | Santiago Bernabéu      |
| Real Sociedad de Fútbol          | San Sebastián     | Anoeta                 |
| Sevilla Fútbol Club              | Sevilla           | Ramón Sánchez Pizjuán  |
| Valencia Club de Fútbol          | Valencia          | Mestalla               |
| Villarreal Club de Fútbol        | Villarreal        | El Madrigal            |
| Real Zaragoza                    | Zaragoza          | La Romareda            |

## Clasificación
| Pos. | Equipo                 | Pts. | PJ | G  | E  | P  | GF | GC | Dif. | Clasificación 2005-06                        |
| ---- | ---------------------- | ---- | -- | -- | -- | -- | -- | -- | ---- | -------------------------------------------- |
| 1    | Barcelona (C)          | 84   | 38 | 25 | 9  | 4  | 73 | 29 | +44  | Fase de grupos de la Liga de Campeones       |
| 2    | Real Madrid            | 80   | 38 | 25 | 5  | 8  | 71 | 32 | +39  | Fase de grupos de la Liga de Campeones       |
| 3    | Villarreal             | 65   | 38 | 18 | 11 | 9  | 69 | 37 | +32  | Tercera ronda previa de la Liga de Campeones |
| 4    | Real Betis             | 62   | 38 | 16 | 14 | 8  | 62 | 50 | +12  | Tercera ronda previa de la Liga de Campeones |
| 5    | Espanyol               | 61   | 38 | 17 | 10 | 11 | 54 | 46 | +8   | Primera ronda de la Copa de la UEFA          |
| 6    | Sevilla                | 60   | 38 | 17 | 9  | 12 | 44 | 41 | +3   | Primera ronda de la Copa de la UEFA          |
| 7    | Valencia               | 58   | 38 | 14 | 16 | 8  | 54 | 39 | +15  | Tercera ronda de la Copa Intertoto           |
| 8    | Deportivo de La Coruña | 51   | 38 | 12 | 15 | 11 | 46 | 50 | −4   | Segunda ronda de la Copa Intertoto           |
| 9    | Athletic Club          | 51   | 38 | 14 | 9  | 15 | 59 | 54 | +5   | Segunda ronda de la Copa Intertoto           |
| 10   | Málaga                 | 51   | 38 | 15 | 6  | 17 | 40 | 48 | −8   |                                              |
| 11   | Atlético de Madrid     | 50   | 38 | 13 | 11 | 14 | 40 | 34 | +6   |                                              |
| 12   | Real Zaragoza          | 50   | 38 | 14 | 8  | 16 | 52 | 57 | −5   |                                              |
| 13   | Getafe                 | 47   | 38 | 12 | 11 | 15 | 38 | 46 | −8   |                                              |
| 14   | Real Sociedad          | 47   | 38 | 13 | 8  | 17 | 47 | 56 | −9   |                                              |
| 15   | Osasuna                | 46   | 38 | 12 | 10 | 16 | 46 | 65 | −19  | Primera ronda de la Copa de la UEFA          |
| 16   | Racing de Santander    | 44   | 38 | 12 | 8  | 18 | 41 | 58 | −17  |                                              |
| 17   | Mallorca               | 39   | 38 | 10 | 9  | 19 | 42 | 63 | −21  |                                              |
| 18   | Levante (D)            | 37   | 38 | 9  | 10 | 19 | 39 | 58 | −19  | Descenso de categoría                        |
| 19   | Numancia (D)           | 29   | 38 | 6  | 11 | 21 | 30 | 61 | −31  | Descenso de categoría                        |
| 20   | Albacete (D)           | 28   | 38 | 6  | 10 | 22 | 33 | 56 | −23  | Descenso de categoría                        |

 Fuente: [cita requerida]
Notas:
1. ↑  Osasuna se clasificó para la primera ronda de la Copa de la UEFA como subcampeón de la Copa del Rey 2004-05, ya que el campeón del torneo (Real Betis) se clasificó para la tercera ronda previa de la Liga de Campeones.

|                         |
|                         |
| Campeón F. C. Barcelona |
| 17.º título             |

## Resultados
| Local \ Visitante         | ALB | ATH | ATM | BAR | BET | DEP | ESP | GET | LEV | MAL | MLL | NUM | OSA | RAC | RMA | RSO | SEV | VAL | VIL | ZAR |
| ------------------------- | --- | --- | --- | --- | --- | --- | --- | --- | --- | --- | --- | --- | --- | --- | --- | --- | --- | --- | --- | --- |
| Albacete Balompié         | —   | 1–0 | 0–2 | 1–2 | 0–0 | 0–1 | 1–0 | 1–1 | 3–1 | 1–2 | 0–0 | 1–2 | 1–1 | 0–0 | 1–2 | 2–2 | 0–2 | 0–1 | 2–2 | 2–1 |
| Athletic Club             | 3–1 | —   | 1–0 | 1–1 | 4–4 | 1–2 | 1–1 | 1–2 | 3–1 | 1–0 | 4–0 | 0–2 | 4–3 | 3–0 | 2–1 | 3–0 | 1–3 | 2–2 | 2–1 | 2–0 |
| Atlético de Madrid        | 3–1 | 1–1 | —   | 1–1 | 1–2 | 1–0 | 0–0 | 2–2 | 0–0 | 2–0 | 4–0 | 2–0 | 3–2 | 1–0 | 0–3 | 1–0 | 3–0 | 1–0 | 1–0 | 1–1 |
| F. C. Barcelona           | 2–0 | 2–0 | 0–2 | —   | 3–3 | 2–1 | 0–0 | 2–0 | 2–1 | 4–0 | 2–0 | 1–0 | 3–0 | 3–0 | 3–0 | 1–0 | 2–0 | 1–1 | 3–3 | 4–1 |
| Real Betis                | 2–1 | 2–1 | 1–0 | 2–1 | —   | 2–0 | 1–4 | 2–2 | 2–2 | 1–1 | 2–0 | 4–0 | 3–1 | 2–1 | 1–1 | 2–3 | 1–0 | 1–1 | 2–1 | 3–2 |
| R. C. Deportivo La Coruña | 0–0 | 1–1 | 2–0 | 0–1 | 1–1 | —   | 4–1 | 2–1 | 1–0 | 1–0 | 0–3 | 1–1 | 1–3 | 1–4 | 2–0 | 2–2 | 2–2 | 1–5 | 1–1 | 2–3 |
| R. C. D. Espanyol         | 2–1 | 2–0 | 2–1 | 0–1 | 2–2 | 1–1 | —   | 2–0 | 2–1 | 1–0 | 2–1 | 3–0 | 4–1 | 2–1 | 1–0 | 2–2 | 1–3 | 2–2 | 0–0 | 3–1 |
| Getafe C. F.              | 1–0 | 3–1 | 1–1 | 1–2 | 0–2 | 1–1 | 1–0 | —   | 1–0 | 1–0 | 1–2 | 1–0 | 0–0 | 2–0 | 2–1 | 2–0 | 0–0 | 1–0 | 1–2 | 3–0 |
| Levante U. D.             | 1–1 | 1–0 | 1–0 | 1–1 | 1–2 | 0–1 | 0–2 | 0–0 | —   | 0–1 | 2–0 | 1–1 | 4–0 | 3–1 | 0–2 | 2–1 | 0–3 | 0–0 | 2–4 | 0–0 |
| Málaga C. F.              | 0–2 | 1–0 | 1–0 | 0–4 | 1–2 | 1–1 | 3–2 | 1–1 | 1–0 | —   | 0–0 | 4–1 | 2–0 | 2–0 | 0–2 | 1–5 | 1–0 | 0–2 | 0–2 | 0–0 |
| R. C. D. Mallorca         | 2–1 | 4–3 | 1–1 | 1–3 | 1–1 | 2–2 | 3–2 | 3–1 | 1–2 | 1–2 | —   | 3–2 | 1–2 | 1–2 | 0–1 | 3–2 | 0–1 | 0–0 | 1–1 | 0–2 |
| C. D. Numancia            | 0–0 | 1–1 | 1–0 | 1–1 | 1–1 | 1–1 | 0–0 | 1–0 | 1–3 | 0–1 | 1–2 | —   | 2–2 | 2–3 | 1–2 | 0–2 | 2–1 | 1–1 | 1–1 | 2–1 |
| C. A. Osasuna             | 3–2 | 1–1 | 1–0 | 0–1 | 3–2 | 1–1 | 1–1 | 2–1 | 0–1 | 1–6 | 1–1 | 2–0 | —   | 1–0 | 1–2 | 1–0 | 4–1 | 0–0 | 3–2 | 2–2 |
| Racing de Santander       | 1–0 | 0–2 | 2–1 | 0–2 | 1–1 | 2–2 | 1–3 | 2–1 | 2–2 | 2–1 | 3–0 | 2–0 | 1–1 | —   | 2–3 | 1–3 | 0–0 | 1–0 | 1–1 | 1–0 |
| Real Madrid C. F.         | 6–1 | 0–2 | 0–0 | 4–2 | 3–1 | 0–1 | 4–0 | 2–0 | 5–0 | 1–0 | 3–1 | 1–0 | 1–0 | 5–0 | —   | 2–1 | 0–1 | 1–0 | 2–1 | 3–1 |
| Real Sociedad             | 0–2 | 3–2 | 1–0 | 0–0 | 1–0 | 1–0 | 0–2 | 1–1 | 1–1 | 1–3 | 2–1 | 2–1 | 2–0 | 0–1 | 0–2 | —   | 1–0 | 3–3 | 0–4 | 2–1 |
| Sevilla F. C.             | 1–0 | 2–0 | 2–1 | 0–4 | 2–1 | 2–0 | 1–0 | 0–0 | 3–0 | 0–2 | 1–1 | 1–0 | 0–1 | 2–2 | 2–2 | 2–1 | —   | 2–2 | 2–1 | 0–1 |
| Valencia C. F.            | 2–0 | 2–2 | 1–1 | 0–2 | 2–1 | 1–2 | 3–0 | 3–1 | 2–1 | 2–2 | 2–0 | 1–0 | 1–0 | 2–0 | 1–1 | 3–1 | 1–2 | —   | 2–1 | 0–0 |
| Villarreal C. F.          | 1–0 | 3–1 | 3–2 | 3–0 | 0–0 | 0–2 | 4–1 | 4–0 | 4–1 | 3–0 | 2–1 | 4–0 | 3–0 | 2–1 | 0–0 | 0–0 | 0–0 | 3–1 | —   | 2–0 |
| Real Zaragoza             | 4–3 | 0–2 | 0–0 | 1–4 | 1–0 | 2–2 | 0–1 | 3–1 | 4–3 | 1–0 | 0–1 | 4–1 | 5–1 | 1–0 | 1–3 | 2–1 | 3–0 | 2–2 | 1–0 | —   |

## Trofeo Pichichi
El uruguayo Diego Forlán, debutante en la liga española, se convirtió en el primer futbolista del Villarreal C. F. en ganar el Trofeo Pichichi al máximo goleador del torneo, además de obtener la Bota de Oro como mejor anotador de las ligas europeas por sus 25 dianas. El delantero del Villarreal, contra pronóstico, logró superar en un gol a Samuel Eto'o, gracias a una racha final en la que consiguió cinco goles en las dos últimas jornadas, en las que el camerunés no logró anotar. 
Pese a todo, el trofeo estuvo marcado por la controversia, ya que en la 24.ª jornada el Diario Marca concedió a Deco un gol que, según el acta arbitral del partido, fue anotado por Eto'o.

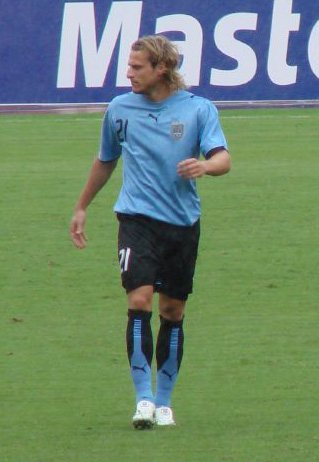
Diego Forlán fue Pichichi y Bota de Oro europea

| Pos. | Jugador             | Equipo             | Goles | Partidos |
| ---- | ------------------- | ------------------ | ----- | -------- |
| 1.º  | Diego Forlán        | Villarreal         | 25    | 38       |
| 2.º  | Samuel Eto'o        | Barcelona          | 24    | 37       |
| 3.º  | Ricardo Oliveira    | Real Betis         | 22    | 37       |
| 4.º  | Ronaldo             | Real Madrid        | 21    | 34       |
| 5.º  | Júlio Baptista      | Sevilla            | 18    | 33       |
| 6.º  | Fernando Torres     | Atlético de Madrid | 16    | 38       |
| 7.º  | Juan Román Riquelme | Villarreal         | 15    | 35       |
|      | Maxi Rodríguez      | Espanyol           | 15    | 37       |
|      | David Villa         | Real Zaragoza      | 15    | 35       |
| 10.º | Nihat Kahveci       | Real Sociedad      | 13    | 23       |
|      | Michael Owen        | Real Madrid        | 13    | 36       |

## Otros premios

### Trofeo Zamora
Víctor Valdés, guardameta del campeón de liga, el FC Barcelona, ganó por primera vez en su carrera el Trofeo Zamora como portero menos goleado del torneo. Para optar al premio fue necesario disputar 60 minutos en, como mínimo, 28 partidos.

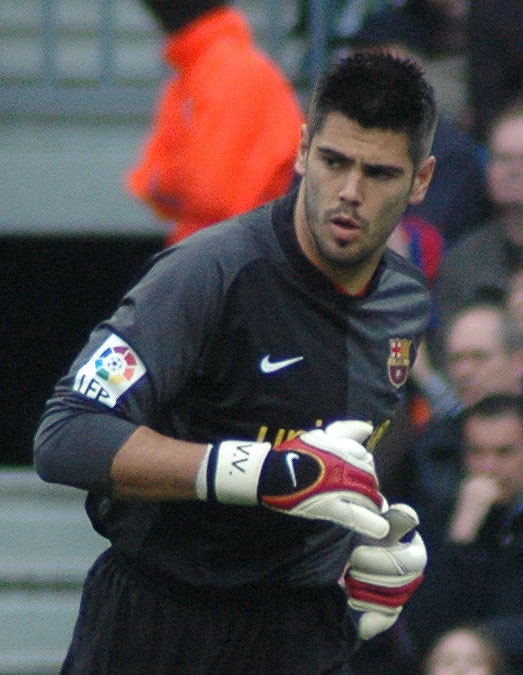
Víctor Valdés defendió la portería del campeón.

| Pos. | Jugador            | Equipo             | Goles | Partidos | Promedio |
| ---- | ------------------ | ------------------ | ----- | -------- | -------- |
| 1º   | Víctor Valdés      | Barcelona          | 25    | 35       | 0,71     |
| 2.º  | Iker Casillas      | Real Madrid        | 30    | 37       | 0,81     |
| 3.º  | Leo Franco         | Atlético de Madrid | 32    | 37       | 0,86     |
| 4.º  | Pepe Reina         | Villarreal         | 37    | 38       | 0,97     |
| 5.º  | Santiago Cañizares | Valencia           | 30    | 28       | 1,07     |
| 6.º  | Esteban Suárez     | Sevilla            | 33    | 28       | 1,18     |
| 7.º  | Carlos Kameni      | Espanyol           | 45    | 38       | 1,18     |
| 8.º  | Antonio Doblas     | Real Betis         | 35    | 29       | 1,21     |

1. ↑  Partidos en los que el guardamenta disputó, como mínimo, 60 minutos.

### Trofeo Guruceta
En su última temporada en activo  Losantos Omar recibió el reconocimiento del Diario Marca, que le entregó el premio Trofeo Guruceta.
| Pos. | Árbitro (colegio)              | Puntos | Partidos | Coeficiente |
| ---- | ------------------------------ | ------ | -------- | ----------- |
| 1.º  | José Javier Losantos Omar      | 25     | 15       | 1,67        |
| 2.º  | Manuel Enrique Mejuto González | 24     | 17       | 1,41        |
| 3.º  | Luis Medina Cantalejo          | 18     | 13       | 1,38        |
|      | Alberto Undiano Mallenco       | 22     | 16       | 1,38        |

### Premio Don Balón
La gran campaña del Villarreal tuvo como figura al argentino Juan Román Riquelme. Ganador de los premios a "Mejor jugador" y "Mejor jugador extranjero", superando a jugadores como Ronaldinho, Zidane y su compañero de equipo Diego Forlán
- Mejor equipo: Barcelona
- Mejor jugador:  Juan Román Riquelme (Villarreal)
- Mejor jugador español:  Xavi Hernández (Barcelona)
- Mejor jugador extranjero:  Juan Román Riquelme (Villarreal)
- Jugador revelación:  Sergio Ramos (Sevilla)
- Mejor entrenador:  Frank Rijkaard (Barcelona)
- Mejor árbitro:  Alberto Undiano Mallenco

### Trofeo EFE
La histórica campaña del Villarreal CF tuvo como protagonistas a dos futbolistas iberoamericanos: el uruguayo Diego Forlán y el argentino Juan Román Riquelme. Finalmente, el charrúa se llevó Trofeo EFE.

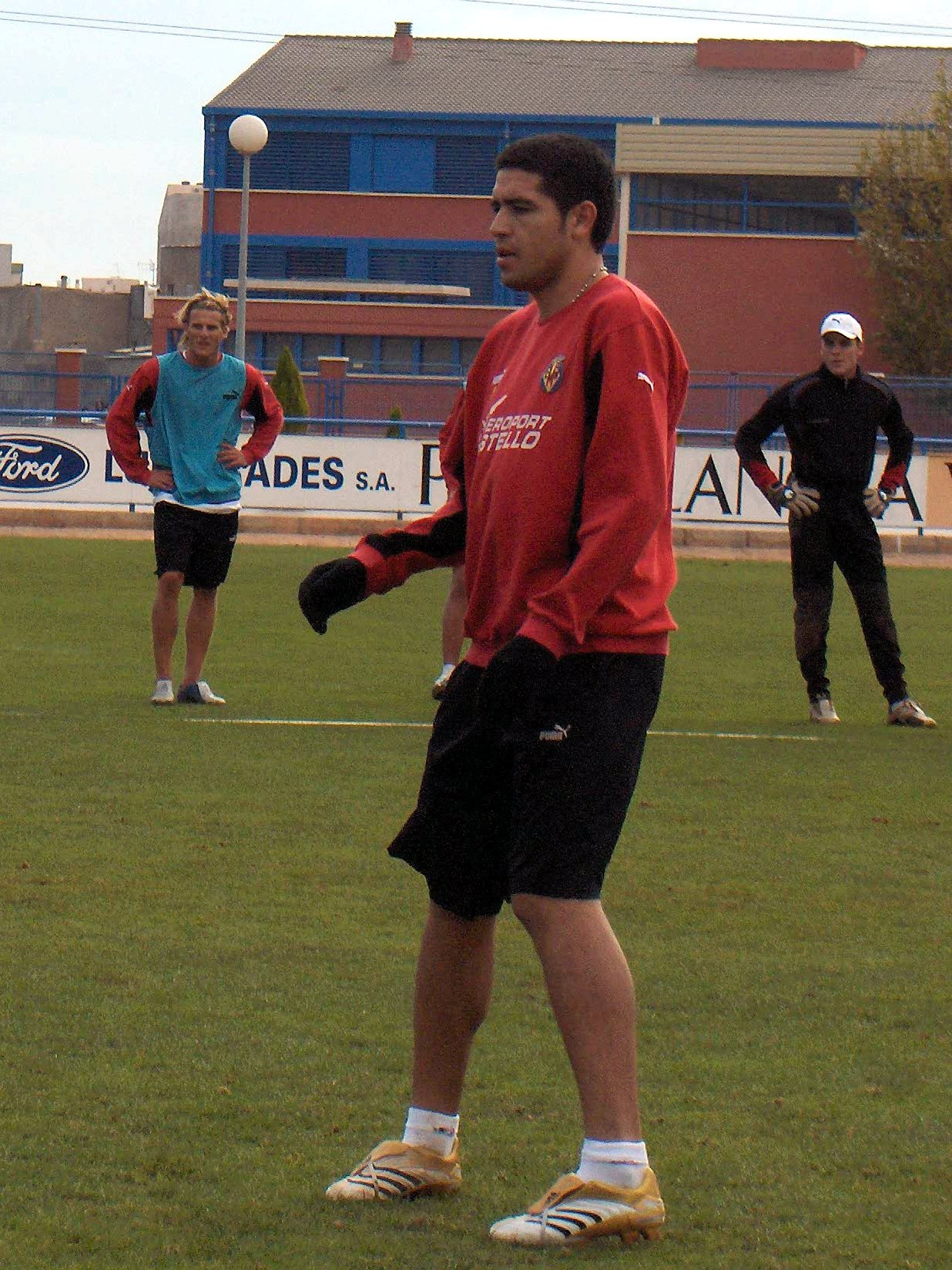
Forlán y Riquelme coparon el Trofeo EFE

| Pos | Jugador             | Equipo     | Puntos |
| --- | ------------------- | ---------- | ------ |
| 1.º | Diego Forlán        | Villarreal | 241    |
| 2.º | Juan Román Riquelme | Villarreal | 235    |